# 1936 en Italie
Chronologie de l'Italie
- 1932
- 1933
- 1934
- 1935
- 1936
- 1937
- 1938
- 1939
- 1940

Cette page concerne l'année 1936 du calendrier grégorien.

## Événements
- 12 - 20 janvier : victoire italienne sur l’Éthiopie à la bataille de Genalé Dorya[1].
- 20 - 24 janvier : première bataille du Tembén. L’offensive éthiopienne est ralentie[2].

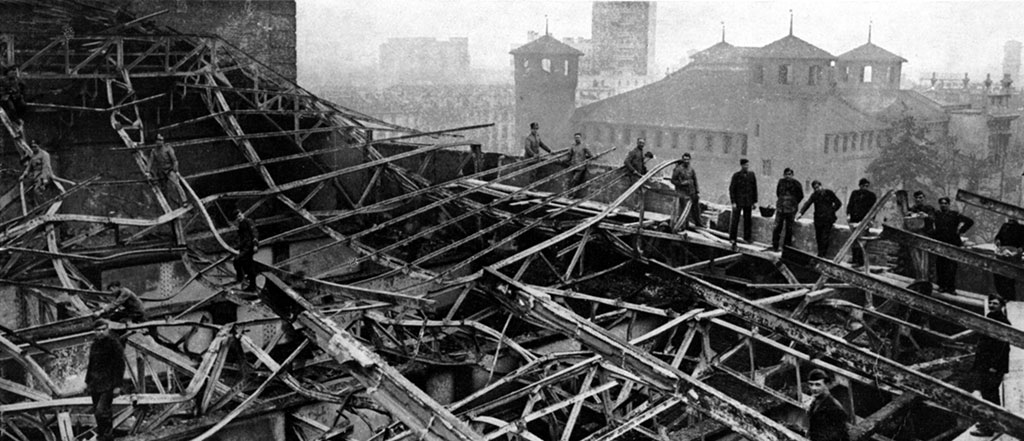
Le toit du Teatro Regio de Turin à la suite de l'incendie.

- 8 - 9 février : incendie du Teatro Regio de Turin[3].
- 10 - 15 février : victoire italienne décisive sur l’Éthiopie à la bataille d’Enderta ou d’Amba Aradom[4].

- 12 mars : loi bancaire. La Banque d'Italie devient une institution publique. Elle reçoit pour mission de superviser l'ensemble du système bancaire italien[5]. Les banques doivent désormais privilégier le financement du secteur public (État, entreprises nationalisées) au détriment du secteur privé.
- 23 mars : discours de Mussolini devant la seconde assemblée nationale des Corporations ; il juge la guerre « inéluctable pour l'Italie » et ouvre l'ère de la mobilisation économique dans le cadre de l'autarcie face au sactions de la SDN[6].
- 31 mars : l’armée éthiopienne est battue par l’armée italienne à la bataille de Mai Ceu (ou de Maychew)[4].

- 15 - 25 avril : victoire italienne décisive sur l’Éthiopie à la bataille de l’Ogaden[7].

- 5 mai : chute d'Addis-Abeba[8]. L'annexion de l'Abyssinie par l'Italie force l'empereur Hailé Selassié à partir en exil (2 mai)[9].

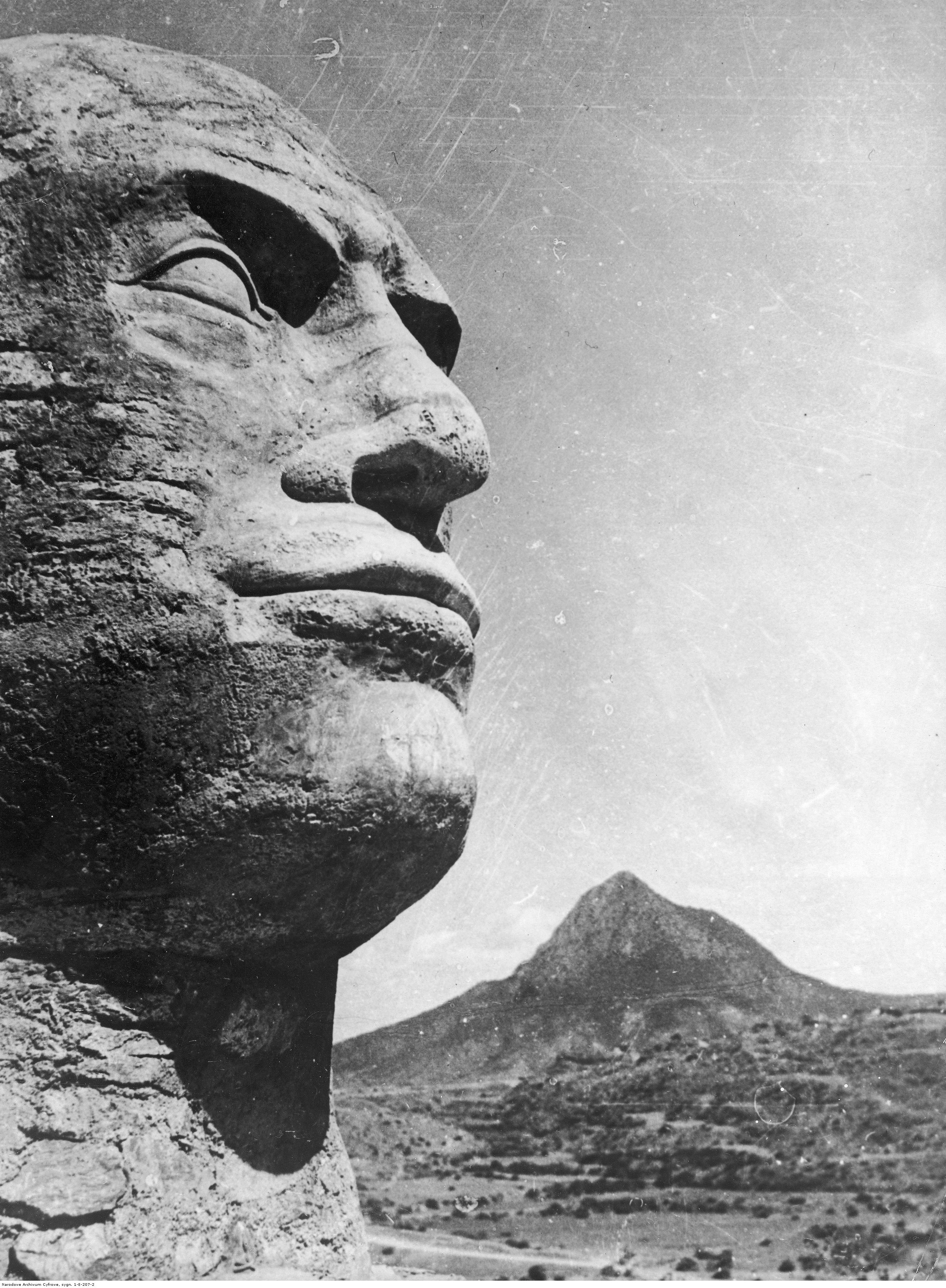
Le buste de Mussolini de 4,8 m de haut creusé dans la roche à Adoua.

- 9 mai : Mussolini proclame la « renaissance de l’Empire »[10]. Le roi Victor-Emmanuel III reçoit le titre d’Empereur d’Éthiopie[11].
- 12 mai : l’Italie quitte la Société des Nations[12].

- 1er juin : création de l'Afrique orientale italienne[9]. La loi organique de l'Empire interdit pour la première fois aux métis d'obtenir la nationalité italienne[13].
- 15 juin : la Fiat 500 Topolino est présentée au Salon de Turin[14].

- 4 juillet : la SDN lève les sanctions prises contre l’Italie à la suite de l’invasion de l’Éthiopie[11].

- 19 septembre : inauguration de l'aérodrome de Forlì, le plus grand aéroport militaire d'Italie[15].

- 5 octobre : dévaluation de 41 % de la lire[16]. Pour contrer une éventuelle désaffection des touristes, le gouvernement crée une « lire touristique » dont le cours est inférieur de 30 % à celui de la lire officielle[17].

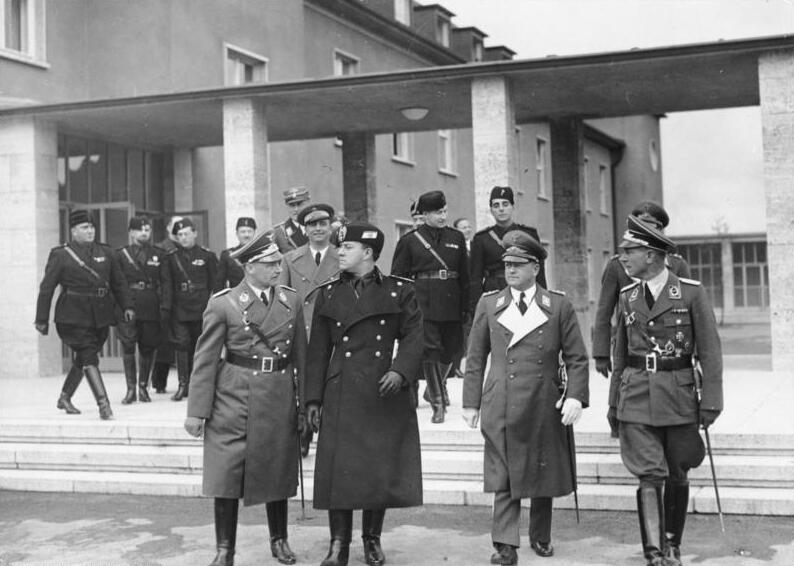
Ciano visite l'aérodrome de Gatow le 24 octobre 1936 lors de son voyage à Berlin. Il se tient entre Karl-Lothar Schulz (à gauche) et Erhard Milch (à droite).

- 21 - 24 octobre : rapprochement entre l’Allemagne et l’Italie opéré par Ciano au terme d’une série d’entretiens avec von Neurath à Berlin et Hitler et à Berchtesgaden[18]. Le 23 octobre un protocole germano-italien est signé, qui laisse à l’Italie la prééminence en Méditerranée[19].

- 1er novembre : discours de Mussolini annonçant à Milan l’Axe Rome-Berlin[19].
- 18 novembre : le gouvernement de Franco est reconnu par l’Allemagne et l’Italie[20]

- 24 novembre : pacte anti-Komintern entre l’Allemagne et le Japon contre l’Internationale communiste. L’Italie y adhère le 6 novembre 1937[21].
- 6 décembre, Guerre d'Espagne : le Duce décide d’envoyer des troupes dans la péninsule ibérique pour soutenir l'armée nationaliste de Franco qui combat les Républicains du Frente popular ; les Corpo Truppe Volontarie comptent 50 000 hommes en février 1936[20].

- Le régime fasciste se durcit à l’imitation de l’Allemagne (1936-1937). Le Duce semble vouloir mener une « révolution culturelle » pour retrouver l’esprit républicain, religieux et anti-bourgeois du premier fascisme[22] (Renzo De Felice). La santé déclinante du Duce entraîne des décisions de plus en plus contradictoires, des coups de tête, des attitudes irréfléchies. La vacance de l’autorité favorise la reprise des intrigues entre Galeazzo Ciano, gendre du Duce, le clan Petacci (Clara Petacci, maîtresse du Duce) et les dignitaires du régime.

- La dette dépasse 100 % du PIB, une première depuis 1924.
- 42 024 600 habitants en Italie[23]. La population urbaine est passée entre 1921 et 1936 de 45 % à 55 %.
- Cinq millions de jeunes Italiens appartiennent à des organisations de jeunesse[22].

## Culture

### Cinéma

#### Mostra de Venise
- Coupe Mussolini du meilleur film étranger: L'Empereur de Californie (Der Kaiser von Kalifornien) de Luis Trenker
- Coupe Mussolini du meilleur film italien : L'Escadron blanc (Lo Squadrone bianco) de Augusto Genina
- Coupe Volpi pour la meilleure interprétation masculine : Paul Muni pour La Vie de Louis Pasteur (The Story of Louis Pasteur) de William Dieterle
- Coupe Volpi pour la meilleure interprétation féminine : Annabella pour Veille d'armes de Marcel L'Herbier
- Prix de la meilleure réalisation : Jacques Feyder pour La Kermesse héroïque
- Meilleure photographie : Mutz Greenbaum pour Marie Tudor (Tudor Rose) de Robert Stevenson

### Littérature

#### Prix et récompenses
- Prix Bagutta : Silvio Negro (it), Vaticano minore, (Hoepli)
- Prix Viareggio : Riccardo Bacchelli, Il rabdomante

## Naissances en 1936
- 5 janvier : Birago Balzano, dessinateur de bandes dessinées.
- 12 janvier : Liliana Cavani, réalisatrice de cinéma.
- 2 février : Carlo Delle Piane, acteur. († 23 août 2019)
- 10 février : Giuliana Calandra, actrice. († 25 novembre 2018)
- 1er mars : Renato Corti, 84 ans, cardinal créé par le pape François. († 12 mai 2020)
- 23 mars : Jannis Kounellis, artiste. († 16 février 2017)
- 9 avril : Ferdinando Imposimato, avocat, magistrat et homme politique. († 2 janvier 2018)
- 5 mai : Gina Rovere (Regina Ciccotti), actrice.
- 23 juillet : Benito Sarti, footballeur. († 4 février 2020)
- 29 septembre : Silvio Berlusconi, homme d'affaires et homme politique. Président du Conseil à quatre reprises.
- 18 novembre : Ennio Antonelli, cardinal, président du Conseil pontifical pour la famille.
- 1er décembre : Vincenzo Cannavacciuolo, dit Bobò, comédien.  († 1er février 2019)

## Décès en 1936
- 6 juin : Raffaello Gestro, 91 ans, entomologiste, directeur du muséum de Gênes, surtout spécialisé dans l'étude des coléoptères. (° 21 mars 1845)
- 2 novembre : Lorenzo Viani, 54 ans, peintre, graveur et écrivain. (° 1er novembre 1882)
- 10 décembre : Luigi Pirandello, 69 ans, écrivain, poète, nouvelliste, romancier et dramaturge, prix Nobel de littérature en 1934. (° 28 juin 1867)